# Comité Olímpico Colombiano
El Comité Olímpico Colombiano (COC) fue creado el 3 de julio de 1936. Su misión es coordinar esfuerzos para proteger el movimiento olímpico y consolidar su desarrollo, el cumplimiento de las normas de la Carta Olímpica y promover la preparación, selección y participación de deportistas en los Juegos Olímpicos y otras competencias nacionales e internacionales.

## Misión
Teniendo como base la Misión del COI, establecida por la carta Olímpica: “Promover el Olimpismo por todo el mundo y dirigir el Movimiento Olímpico”, armonizada con lo contemplado en la Ley 181 en su artículo 72 frente a la naturaleza y competencia del COC, en Colombia se define la siguiente misión:
Nuestra misión es la formulación, integración, coordinación, ejecución y evaluación de políticas, planes, programas y proyectos para el desarrollo y crecimiento del deporte competitivo y de altos logros, en Colombia.

## Visión
Consolidarnos al 2024 como potencia deportiva continental, con logros obtenidos por atletas limpios, que generen un alto impacto económico, social y ambiental, liderados por un equipo de dirigentes que gestionarán eficaz y eficientemente un subsistema articulado y sostenible, con excelente transparencia, credibilidad y confianza en la gobernanza institucional.

## Federaciones asociadas
A julio de 2021, un total de 54 federaciones deportivas se encuentran afiliadas al Comité Olímpico Colombiano.
- Actividades Subacuáticas
- Ajedrez
- Arquería
- Atletismo
- Automovilismo Deportivo
- Bádminton
- Baile Deportivo
- Baloncesto
- Balonmano
- Béisbol
- Billar
- Bowling
- Boxeo
- Bridge
- Canotaje y Remo
- Ciclismo
- Coleo
- Deportes Aéreos
- Deportiva Militar
- Disco volador
- Ecuestre
- Esgrima
- Esquí Náutico
- Fútbol
- Fútbol de Salón
- Gimnasia
- Golf
- Hockey sobre césped
- Jiu-jitsu
- Judo
- Karate-Do
- Karts
- Levantamiento de Pesas
- Lucha
- Motociclismo
- Motonáutica
- Natación
- Orientación
- Patinaje
- Porrismo
- Racquetball
- Rugby
- Sambo
- Softbol
- Squash
- Taekwondo
- Tejo
- Tenis
- Tenis de Mesa
- Tiro y Caza Deportiva
- Triatlón
- Vela
- Voleibol
- Wushu

## Presidentes del COC
Desde su creación, el 3 de julio de 1936, el Comité Olímpico Colombiano ha tenido 16 presidentes, elegidos en asamblea por delegados de las federaciones deportivas afiliadas, para periodos de cuatro años. El primero de ellos fue el barranquillero Julio Gerlein Comelín, escogido el día de la creación de la entidad, y el actual, el sucreño Ciro Solano Hurtado, elegido en 2021.
| Período           | Presidente                         |
| ----------------- | ---------------------------------- |
| 1936 - 1937       | Julio Gerlein Comelín              |
| 1937 - 1942       | Alberto Nariño Cheyne              |
| 1942 - 1946       | Gregorio Obregón                   |
| 1946 - 1947       | Humberto Chica Pinzón              |
| 1947 - 1952       | Leopoldo Uribe                     |
| 1952 - 1953       | Enrique Gómez Hurtado              |
| 1953 - 1954       | Carlos Castillo                    |
| 1954 - 1957       | Coronel Guillermo Padilla Manrique |
| 1957 - 1958       | Helbert Liebisch                   |
| 1959 - 1975       | Mario García y García              |
| 1975 - 1979       | Humberto Chica Pinzón              |
| 1979 - 1989       | Fidel Mendoza Carrasquilla         |
| 1989 - 1997       | Jorge Herrera Barona               |
| 1997 - 2009       | Andrés Botero Phillipsbourne       |
| 2009 - 2021       | Baltazar Medina                    |
| 2021 - Actualidad | Ciro Solano Hurtado                |